# Dymitr Żabokrzycki
Dymitr Żabokrzycki (zm. po 1685) – towarzysz husarski, rotmistrz pancerny, podczaszy kijowski.

## Życiorys
Pochodził ze szlacheckiej rodziny Żabokrzyckich herbu Ulanicki wywodzącej się z województwa kijowskiego.
Karierę wojskową zaczynał jako towarzysz chorągwi husarskiej hetmana polnego litewskiego Michała Radziwiłła, służył w niej w latach 1671–1676. Z tą formacją walczył na Podolu, Ukrainie i Mołdawii w wojnie polsko-tureckiej. Był uczestnikiem zwycięskiej bitwy z wojskami osmańskimi pod Chocimiem. W 1683 na podstawie listu przypowiedniego sformował chorągiew pancerną, na której czele, jako rotmistrz był uczestnikiem bitwy pod Wiedniem, pod Parkanami i kampanii żwanieckiej roku 1684. W latach 1683–1685 piastował urząd podczaszego kijowskiego. Zmarł po 1685.

W publikacjach często jest mylony z Dymitrem Żabokrzyckim herbu Kruniewicz (zm. 1715), stolnikiem wiłkomirskim i pisarzem łuckim.